# Kobajr

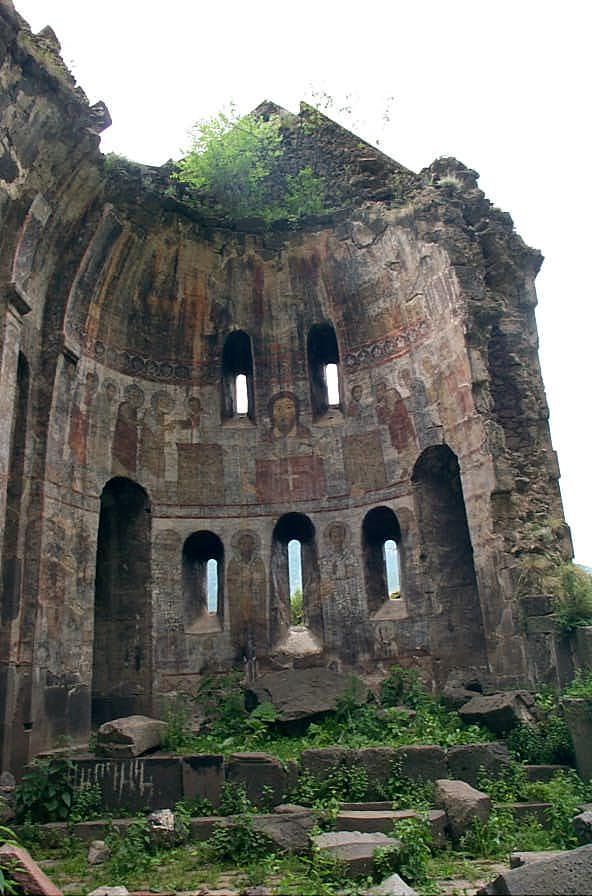
Klasztor Kobajr

Klasztor Kobajr położony w Armenii w marzie Lori klasztor, zbudowany w XII wieku przez poboczną linię Bagratydów. Duża część napisów w klasztorze to zabytki j. gruzińskiego.